# Old Trafford (plaats)
Old Trafford is een wijk van het district Trafford, in het Engelse graafschap Greater Manchester. Het grenst aan de steden Manchester en Salford. De plaats is voornamelijk bekend van het gelijknamige voetbalstadion, de thuishaven van Manchester United FC, en het cricketstadion Old Trafford Cricket Ground, thuishaven van de Lancashire County Cricket Club. 

## Geschiedenis
Old Trafford was in vroeger tijden een oversteekplaats over de rivier de Irwell. De naam Old Trafford komt mogelijk uit de tijd dat er twee Trafford Halls waren, Old Trafford Hall en New Trafford Hall. De oude hal lag vlakbij wat nu het White City Retail Park is, en zou sinds 1017 de thuisbasis zijn geweest van de familie de Trafford, totdat de familie ergens tussen 1672 en 1720 verhuisde naar de nieuwe hal in wat nu Trafford Park is. De naam van het gebied rond Old Trafford Hall is daarna mogelijk afgekort tot Old Trafford. De oude hal werd in 1939 gesloopt.
In de jaren 1820 koos de wetenschapper van Manchester, John Dalton, Old Trafford als locatie voor een Royal Horticultural and Botanical Gardens vanwege de schone, onvervuilde lucht en zo begon de associatie van het gebied met sport en recreatie. De populariteit van de botanische tuinen, die vergelijkbaar waren met The Crystal Palace, leidde ertoe dat rijke mensen grote huizen in het gebied bouwden. In 1857 en opnieuw in 1887 organiseerden de tuinen tentoonstellingen van kunstschatten, de eerste als onderdeel van de Art Treasures Exhibition en de tweede ter viering van het zilveren jubileum van koningin Victoria. Het Hallé Orchestra werd opgericht om deel te nemen aan de eerste van deze tentoonstellingen. Het terrein van de botanische tuinen werd in 1907 gekocht door White City Limited en het werd vervolgens een pretpark, hoewel de naam voortleeft in de straat met de naam Botanical Gardens. Van de jaren 1950 tot 1970 werd het White City Stadium gebruikt als windhondenrenbaan en voor stockcarraces. Dit terrein is nu White City Retail Park. Van de oude botanische tuinen is alleen de hoofdingang bewaard gebleven. Vlakbij, op de plek waar nu het hoofdbureau van de politie van Greater Manchester is gevestigd, stond Henshaw's blindeninstituut, dat oorspronkelijk in 1837 werd geopend als Henshaw's Blind Asylum. Ernaast op hetzelfde terrein stond het Royal Institute for the Deaf, waar de film Mandy werd opgenomen.
Old Trafford breidde zich uit en werd een stedelijk gebied na de aanleg van het Manchester Ship Canal in de jaren 1890 en de daaropvolgende ontwikkeling van het nabijgelegen Trafford Park Industrial Estate in het begin van de 20e eeuw. Trafford Park verschafte werkgelegenheid aan duizenden plaatselijke bewoners. Er was ook werkgelegenheid op kleinere schaal, met name bij de spoorwegen (de loods van Trafford Park alleen al had meer dan 300 werknemers), Duerr's Jams, Vimto, Arkady Soya Mill en Ludwig Oppenheimer Mosaics. Het Royal Army Medical Corps en het Territorial Army hebben gevestigde bases in het gebied.
Tijdens de krotopruimingen in de jaren 1960 en begin 1970 werd een deel van de oude Victoriaanse woningvoorraad gesloopt. Maar na het mislukken van de betonnen halvemaanvormige huizen in Hulme, gaven de bewoners van Old Trafford de voorkeur aan renovatie boven sloop. Als gevolg daarvan zijn er nog steeds veel Victoriaanse rijtjesstraten in het gebied.
In 1985 was de werkgelegenheid in Trafford Park gedaald tot 24.500, terwijl de werkloosheid in het noordwesten in sommige binnensteden tot boven de 30 procent steeg. De nabijgelegen Manchester Docks, die ook een belangrijke bron van plaatselijke werkgelegenheid waren geweest, werden in 1982 gesloten. Als het gerevitaliseerde Salford Quays is het een emblematisch onderdeel geworden van de regeneratie van Manchester in het algemeen.

## Bestuur
Aanvankelijk was Old Trafford een gehucht van de gemeente Stretford. Als gevolg van de  Local Government Act 1972 werd het in 1974 onderdeel van Trafford. Sinds de herindeling van 2004 is Old Trafford verdeeld tussen de wijken Clifford en Longford. 